# Jastrzębiec (województwo podkarpackie)

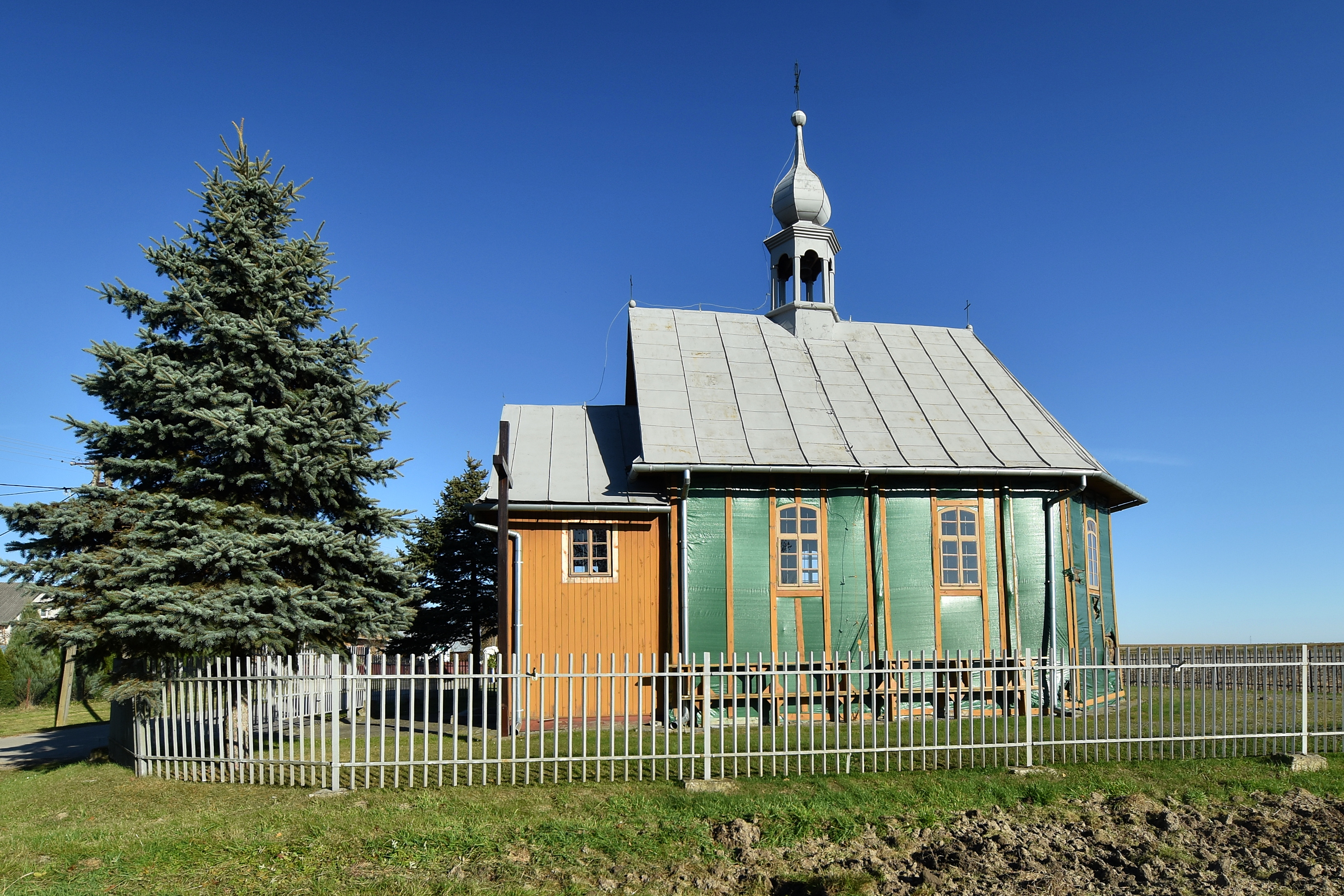
Kaplica w Jastrzębcu

Jastrzębiec – wieś w Polsce położona na Płaskowyżu Tarnogrodzkim, w województwie podkarpackim, w powiecie leżajskim, w gminie Kuryłówka, niedaleko Tarnogrodu.
W latach 1975–1998 miejscowość administracyjnie należała do województwa rzeszowskiego.
Wierni Kościoła rzymskokatolickiego należą do parafii Niepokalanego Poczęcia Najświętszej Maryi Panny w Luchowie Górnym. We wsi jest kościół filialny Najświętszego Serca Pana Jezusa.

## Części wsi
| SIMC    | Nazwa    | Rodzaj    |
| ------- | -------- | --------- |
| 0653127 | Chałupki | część wsi |

## Historia
Wieś królewska Jastrzębiecz, położona była w 1589 roku w starostwie niegrodowym leżajskim w ziemi przemyskiej województwa ruskiego. Lokalizowany w 1578 roku. W okresie zaborów we wsi stał odwach – posterunek w którym kwaterowali żołnierze austriaccy.
Około 1885 roku wybudowano kaplicę filialną pw. Serca Jezusa należącą od 1919 roku do parafii w Luchowie Górnym (przed rokiem 1919 do parafii Tarnawiec).
29 czerwca 1943 roku niemal całkowicie wysiedlony, w ramach tzw. Akcji Zamojszczyzna część mieszkańców zginęła na miejscu, inni w obozie w Majdanku, jeszcze inni nie powrócili z przymusowych robót w Niemczech.